# Environmental Change Institute

L'Environmental Change Institute de l'université d'Oxford en Angleterre a été fondé en 1991 « pour organiser et promouvoir la recherche interdisciplinaire sur la nature, les causes et l'impact des changements environnementaux et pour contribuer au développement de stratégies de gestion pour faire face aux futurs changements environnementaux ».

## Description
En 2013/14, il dispose d'un budget de recherche de 4,7 millions de livres sterling, de 50 projets actifs, 350 partenaires et 60 chercheurs travaillant dans 40 pays.
La recherche à l'ECI est interdisciplinaire, à la fois dans sa perspective et dans son approche. L'Institut a travaillé sur les problématiques du climat, de l'énergie et des écosystèmes et développe une expertise sur l'alimentation et l'eau.
L'ECI est impliquée dans plusieurs projets de recherche à long terme, y compris le UK Climate Impacts Program (UKCIP). Le personnel de l'institut a dirigé des programmes de consortium au sein de l'UE, notamment Impressions, visant à étudier les impacts et les risques du changement climatique extrême. Il a aussi coordonné GEM, un programme mondial de surveillance écologique dans des régions forestières éloignées d'Amérique du Sud, d'Afrique et d'Asie.
L'ECI gère également une maîtrise en gestion et changement de l'environnement (ECM).
L'Institut a été dirigé par le professeur Jim Hall (en) de 2011 à septembre 2018. Il est remplacé par Friederike Otto qui est actuellement directeur par intérim.

## Recherches
Les recherches de l'ECI s'organisent autour de cinq thèmes principaux sur le climat, les écosystèmes, l'énergie, l'alimentation et l'eau.
Il dispose d'équipes d'experts dans les domaines suivants :
- Biodiversité et adaptation climatique
- Impacts climatiques et adaptation
- Dynamique des écosystèmes et services écosystémiques
- Gestion de la demande énergétique
- Attribution des événements climatiques extrêmes
- La sécurité alimentaire
- Systèmes d'infrastructures durables
- Forêts tropicales et dynamique du carbone
- Sécurité de l'eau